# Kolonia Pogorzel
Kolonia Pogorzel – część wsi Pogorzel położona w Polsce, w województwie mazowieckim, w powiecie otwockim, w gminie Osieck.
W latach 1975–1998 miejscowość administracyjnie należała do województwa siedleckiego.